# 亨宁·弗里茨
亨宁·弗里茨（德語：Henning Fritz，1974年9月21日—），德国男子手球运动员。他曾代表德国参加2000年、2004年和2008年夏季奥林匹克运动会手球比赛，其中2004年奥运会获得一枚银牌。